# Oltul Superior
Oltul Superior este o arie protejată (arie specială de conservare — SAC, sit de importanță comunitară — SCI) din România, desemnată în scopul protejării biodiversității și menținerii într-o stare de conservare favorabilă a florei spontane și faunei sălbatice, precum și a habitatelor naturale de interes comunitar aflate în arealul zonei de protecție. Aceasta este întinsă pe o suprafață de 1.537,6 ha, integral pe uscat.

## Localizare
Centrul sitului Oltul Superior este situat la coordonatele 45°45′39″N 25°28′27″E / 45.760947°N 25.474205°E. Acesta se întinde pe teritoriile administrative ale județelor Covasna (Baraolt, Aita Mare, Bixad, Arcuș, Belin, Hăghig, Vâlcele, Malnaș, Ilieni, Chichiș, Micfalău, Bățani, Ghidfalău, Bodoc și Sfântu Gheorghe) și Brașov (Racoș, Prejmer, Augustin, Apața, Ormeniș, Măieruș, Feldioara, Codlea,
Hărman, Hălchiu și Dumbrăvița).

## Înființare
Situl Oltul Superior (ROSAC0329) a fost declarat sit de importanță comunitară în septembrie 2011 pentru a proteja 12 specii de animale. Situl a fost protejat și ca arie specială de conservare în mai 2022.

## Biodiversitate
Situată în ecoregiunile alpină și continentală, aria protejată nu include niciun habitat protejat.
La baza desemnării sitului se află mai multe specii protejate:
- mamifere (2): castor (Castor fiber), vidră de râu (Lutra lutra)
- nevertebrate (1): fluturele auriu (Euphydryas aurinia)
- pești (9): avat (Aspius aspius), moioagă (Barbus petenyi), zvârlugă (Cobitis taenia Complex), țipar (Misgurnus fossilis), sabiță (Pelecus cultratus), boarță (Rhodeus amarus), porcușor de nisip (Romanogobio kesslerii), porcușor de vad (Romanogobio uranoscopus), câră (Sabanejewia balcanica)